# Karel van Ark
Karel Karlowitsch van Ark (russisch Карл Карлович Фан-Арк; * 28. Augustjul. / 9. September 1839greg. in St. Petersburg; † 24. Augustjul. / 6. September 1902greg. ebenda) war ein niederländisch-russischer Pianist und Musikpädagoge.

## Leben
Van Ark, Sohn des Organisten der niederländischen reformierten Kirche in St. Petersburg, studierte bei Theodor Leschetizky Klavier und bei Nikolai Saremba Komposition. Als 1862 das Sankt Petersburger Konservatorium gegründet wurde, lehrte er dort Klavier zunächst als Assistent Leschetizkys und ab 1873 als Professor.
Van Ark komponierte Stücke für Klavier und verfasste eine Klaviertechnikschule. Zu seinen Schülern gehörten Sergei Bortkiewicz, Artur Lemba, Jewgeni Raphof und Nikolai Tscherepnin. Anna Jessipowa war nur kurz bei van Ark.
Van Ark wurde auf dem St. Petersburger lutherischen Wolkowo-Friedhof begraben.